# Alvesta kommun
Alvesta kommun är en kommun i Kronobergs län. Centralort är Alvesta.
Området som utgör kommunen ingår till största delen i den svenska urbergsslätten, vilken har höjder som når 150–175 meter över havet. I norr övergår landskapet i höglandets rutplatålandskap. Industrin, som gynnats av kommunens transportgeografiskt goda läge, sysselsatte cirka 27 procent av de förvärvsarbetande i början av 2020-talet.  
Sedan kommunen bildades har folkmängden varit relativt stabil. Efter valen på 2010-talet har kommunen styrts av minoritetskoalitioner. Först av borgerliga partier, därefter av mittenpartier.

## Administrativ historik
Kommunens område motsvarar socknarna: Aringsås, Blädinge, Hjortsberga, Härlöv, Kvenneberga, Lekaryd, Mistelås, Moheda, Skatelöv, Slätthög, Vislanda och  Västra Torsås. I dessa socknar bildades vid kommunreformen 1862 landskommuner med motsvarande namn.
Följande municipalsamhällen fanns: Alvesta 1898 - 1944, Vislanda 1914 - 1962 och Moheda 1947 - 1954.
1945 ombildades Aringsås landskommun till Alvesta köping.
Vid kommunreformen 1952 bildades i området ett antal storkommuner: Hjortsberga (av de tidigare kommunerna Hjortsberga och Kvenneberga), Moheda (av Mistelås, Moheda, Ormesberga, Slätthög och Ör) och Vislanda (av Blädinge och Vislanda). Landskommunerna Härlöv och Lekaryd lades samtidigt samman med Alvesta köping medan landskommunerna Skatelöv och  Västra Torsås förblev oförändrade.
1963 införlivades Hjortsberga landskommun i Alvesta köping. 
Alvesta kommun bildades vid kommunreformen 1971 av Alvesta köping, landskommunerna Skatelöv, Vislanda och Västra Torsås samt av delar ur Moheda landskommun (Mistelås, Moheda och Slätthögs församlingar).
Kommunen ingår sedan bildandet i Växjö domsaga.

## Geografi

### Topografi och hydrografi
Området som utgör kommunen ingår till största delen i den svenska urbergsslätten, vilken har höjder som når 150–175 meter över havet. I norr övergår landskapet I höglandets rutplatålandskap där några massiv når 250–275 meter över havet. Berggrunden utgörs av västsvensk gnejs och smålandsgranit med en tydlig gräns dem emellan i nord–sydlig riktning. Dessa är klädda med ett tunt lager av  lösa jordlager av bland annat relativt stenfri morän. Ytan täcks till 70 procent av skog, den norra delen av barrskog och i söder med stora inslag av lövskog. Vid Åsnen finns exempelvis Smålands största bokskogsområde, nu naturskyddat.
Majoriteten av Alvesta tillhör Mörrumsåns avvattningsområde, vilken knyter samman Helgasjön med sjön Salen, och Salen med Åsnen.
Nedan presenteras andelen av den totala ytan 2020 i kommunen jämfört med riket.
|  | Bebyggelse (5,0 %) |

|  | Skog (78,2 %) |

|  | Öppen myrmark (2,4 %) |

|  | Jordbruksmark (12,0 %) |

|  | Övrig mark (2,4 %) |

|  | Bebyggelse (3,1 %) |

|  | Skog (68,0 %) |

|  | Öppen myrmark (7,2 %) |

|  | Jordbruksmark (7,4 %) |

|  | Övrig mark (14,3 %) |

### Naturskydd
År 2022 fanns 14 naturreservat i Alvesta kommun. Bland dessa hittas exempelvis myrmark i Taglamyren. I Fiolenområdet inkluderad både sjön Fiolen och blandade skogar och myrmark, medan Hakatorp utgörs av slåtterängar och betesmarker.

### Administrativ indelning

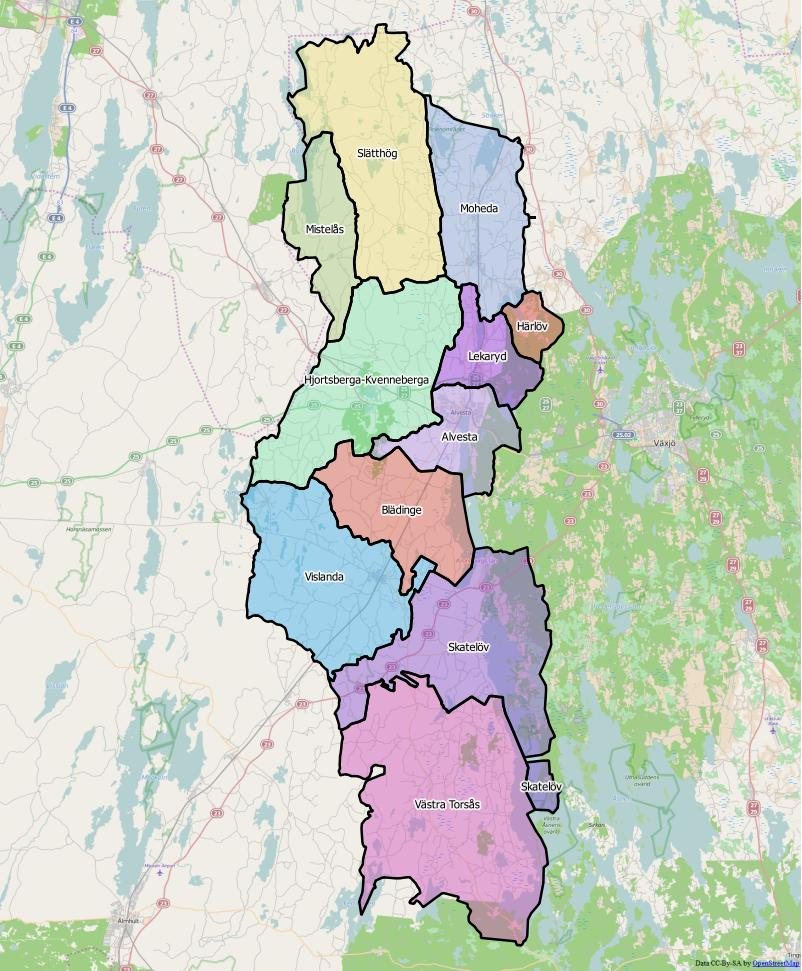
Distrikt inom Alvesta kommun

Fram till 2016 var kommunen för befolkningsrapportering indelad i åtta församlingar – Alvesta församling, Blädinge församling, Mistelås församling, Moheda församling, Skatelövs församling, Slätthögs församling, Vislanda församling samt Västra Torsås församling.
Från 2016 indelas kommunen i 11 distrikt – Alvesta, Blädinge, Hjortsberga-Kvenneberga, Härlöv, Lekaryd, Mistelås, Moheda, Skatelöv, Slätthög, Vislanda samt Västra Torsås.

### Tätorter
| Nr | Tätort      | Befolkning (per 2015) |
| -- | ----------- | --------------------- |
| 1  | Alvesta     | 8 627                 |
| 2  | Moheda      | 1 880                 |
| 3  | Vislanda    | 1 813                 |
| 4  | Grimslöv    | 622                   |
| 5  | Torpsbruk   | 369                   |
| 6  | Hjortsberga | 254                   |

## Styre och politik

### Styre
Mandatperioden 2010–2014 styrdes kommunen av de borgerliga partierna Folkpartiet, Kristdemokraterna och Moderaterna. Koalitionen samlade 15 av 49 mandat.
Efter valet 2014 övertogs makten av en annan minoritetskoalition. Denna bestod av Centerpartiet, Socialdemokraterna och Miljöpartiet. Efter valet 2018 ersattes Miljöpartiet av Vänsterpartiet. Kristdemokraterna ersatte Vänsterpartiet i styret efter valet 2022, även om ett valtekniskt samarbete bibehölls med Vänsterpartiet.

### Kommunfullmäktige

#### Presidium
| Presidium 2022–2026    | Presidium 2022–2026 | Presidium 2022–2026 |
| ---------------------- | ------------------- | ------------------- |
| Ordförande             | C                   | David Johansson     |
| Förste vice ordförande | S                   | Linda Gustavsson    |
| Andre vice ordförande  | M                   | Rune Gustavsson     |

#### Mandatfördelning 1970–2022
| 2 | 18 | 17 | 5 |  | 6 |

| 45 |

| 2 | 18 | 18 | 3 |  | 7 |

| 46 |

| 2 | 18 | 18 | 3 |  | 7 |

| 42 | 7 |

| 2 | 18 | 15 | 4 |  | 9 |

| 37 | 12 |

| 2 | 20 | 14 | 2 | 2 | 9 |

| 40 | 9 |

| 2 | 19 | 13 | 4 |  | 10 |

| 38 | 11 |

| 2 | 19 | 2 | 12 | 4 | 2 | 8 |

| 36 | 13 |

|  | 13 |  | 8 | 12 | 2 | 4 | 8 |

| 33 | 16 |

| 2 | 16 |  | 9 | 11 |  | 2 | 7 |

| 33 | 16 |

| 3 | 15 |  | 7 | 9 |  | 5 | 8 |

| 26 | 23 |

| 3 | 14 |  | 6 | 11 | 3 | 4 | 7 |

| 35 | 14 |

| 2 | 14 |  |  | 9 | 8 | 2 | 3 | 9 |

| 34 | 15 |

| 2 | 12 | 2 | 3 | 9 | 6 |  | 2 | 12 |

| 33 | 16 |

| 2 | 14 | 2 | 7 | 4 | 7 |  | 2 | 10 |

| 33 | 16 |

| 2 | 14 |  | 7 | 5 | 7 |  | 2 | 10 |

| 28 | 21 |

| 2 | 14 | 8 | 6 | 6 | 3 | 10 |

| 26 | 23 |

### Nämnder

#### Kommunstyrelse
Kommunstyrelsen i Alvesta har 13 ledamöter. Kommunstyrelsen fungerar även som Krisledningsnämnd. under Kommunstyrelsen finns tre utskott: arbets-, personal- och upphandlingsutskottet.
Presidiet för mandatperioden 2022–2026 presenteras nedan:
| Presidium 2022–2026    | Presidium 2022–2026 | Presidium 2022–2026       |
| ---------------------- | ------------------- | ------------------------- |
| Ordförande             | S                   | Per Ribacke               |
| Förste vice ordförande | C                   | Thomas Haraldsson         |
| Andre vice ordförande  | M                   | Claudia Crowley Sörensson |

#### Övriga nämnder
| Nämnd                          | Ordförande | Ordförande          | Förste vice ordförande | Förste vice ordförande | Andre vice ordförande | Andre vice ordförande     |
| ------------------------------ | ---------- | ------------------- | ---------------------- | ---------------------- | --------------------- | ------------------------- |
| Nämnden för arbete och lärande | S          | Lavinia Strömberg   | V                      | Linnea Naess           | M                     | Claudia Crowley Sörensson |
| Kultur- och fritidsnämnden     | C          | Nina Rydström       | S                      | Rose-Marie Larsson     | M                     | Andreas Ejderland         |
| Samhällsbyggnadsnämnden        | S          | Sebastian Ohlsson   | C                      | Sven Sunesson          | M                     | Thomas Öhling             |
| Nämnden för myndighetsutövning | V          | Linnéa Naess        | C                      | Heléne Andersson       | M                     | John-Erik Pettersson      |
| Omsorgsnämnden                 | S          | Lars-Olof Petersson | KD                     | Josefine Ljungqvist    | M                     | Helén Gustavsson          |
| Utbildningsnämnden             | S          | Frida Christensen   | C                      | Golnoush Lundén Faez   | M                     | Katarina Tuneskog         |
| Krisledningsnämnden            | S          | Per Ribacke         |                        |                        |                       |                           |
| Valnämnden                     | S          | Mikaela Månlycke    | M                      | Gunilla Gustafson      |                       |                           |

Tillsammans med Växjö, Lessebo och Tingsryds kommun finns även en gemensam överförmyndarnämnd.

### Valresultat 2022
| Parti                            | Valdistrikt                | Valdistrikt | Kommun  |
| Parti                            | Starkaste                  | Andel       | Andel   |
| -------------------------------- | -------------------------- | ----------- | ------- |
| S                                | Alvesta V                  | 39,48 %     | 27,09 % |
| M                                | Lekaryd-Härlöv-Prästängen  | 26,85 %     | 19,81 % |
| SD                               | Slätthög-Mistelås-Moheda V | 22,87 %     | 16,24 % |
| C                                | Vislanda                   | 20,59 %     | 11,16 % |
| ALV                              | Hjortsberga                | 18,63 %     | 10,71 % |
| KD                               | Hjortsberga                | 7,45 %      | 5,26 %  |
| V                                | Alvesta N                  | 7,40 %      | 4,29 %  |
| L                                | Lekaryd-Härlöv-Prästängen  | 3,20 %      | 1,98 %  |
| MP                               | Alvesta S-Blädinge         | 2,43 %      | 1,78 %  |
| ADEM                             | Vislanda                   | 1,65 %      | 0,92 %  |
| PNy                              | Alvesta V                  | 1,30 %      | 0,32 %  |
| Data hämtat från Valmyndigheten. |                            |             |         |

Exklusive uppsamlingsdistrikt. Partier som fått mer än en procent av rösterna i minst ett valdistrikt redovisas.

### Internationella relationer
År 2004 antog kommunen en internationell policy som fortfarande användes år 2018. Där beskrivs att kommunens mål med internationella kontakter bland annat är att öka motivationen för språkkunskaper och motverka rasism bland ungdomar, men också att profilera Alvesta kommun som attraktiv boendeort och öka EU-kunskapen inom den kommunala organisationen.
Alvesta kommun har tre vänorter. Samarbetet med Krasnystaw, Polen inleddes år 2004. År 2022 beskrevs samarbetet bestå av "utbyte mellan kommunledningarna i respektive land mellan förvaltningschefer". Men i avtalet finns möjligheter till utbyte inom områden som kultur och skola. År 2004 inleddes även ett vänortssamarbete med Turnov i Tjeckien. År 2022 beskrevs att samarbetet till största delen består av "utbyte mellan kommunledningar, skolor, fritidsgårdar samt föreningar av olika slag". Den tredje vänorter är Lengede, Tyskland, ett vänortssamarbete som inleddes år 2009. Samarbetet avser kulturutbyten samt utbyte på kommunledningsnivå. Tidigare fanns även ett vänortssamarbete med den tidigare danska kommunen Helsinge.

## Ekonomi och infrastruktur

### Näringsliv
Industrin, som gynnats av kommunens transportgeografiskt goda läge, sysselsatte cirka 27 procent av de förvärvsarbetande i början av 2020-talet. Trä- och  verkstadsindustri dominerade industrisektorn. Bland större industrier hittas den mekaniska verkstaden Gnutti Carlo Sweden AB (tidigare Finnveden Powertrain AB, möbeltillverkaren  Scapa Inter AB, kyl- och frysmöbelföretaget Wica Cold AB och såg- och pappersmassaverket Ata Timber AB. Kommunen var själv den största arbetsgivaren och tillhandahöll cirka 30 procent av arbetsplatserna.

### Infrastruktur

#### Transporter
Riksväg 27 sammanstrålar med riksväg 25 i kommunens västra del. Därefter fortsätter riksväg 25 vidare mot väst och in i grannkommunen. Även riksväg 23 genomkorsar från öst till väst, denna i kommunens södra del. Länsväg 126 genomkorsar Alvesta i riktning från söder till norr. Södra stambanan genomkorsar kommunen. I centralorten ansluter denna till linjen Göteborg–Växjö–Kalmar/Karlskrona.
Tidigare var sjösystemet Helgasjön, Salen och Åsnen en viktig led vintertid för transporter ner mot Blekingekusten.

## Befolkning

### Demografi

#### Befolkningsutveckling
Kommunen har 19 830 invånare (31 december 2024), vilket placerar den på 125:e plats avseende folkmängd bland Sveriges kommuner.
| Befolkningsutvecklingen i Alvesta kommun 1970–2020 | Befolkningsutvecklingen i Alvesta kommun 1970–2020 | Befolkningsutvecklingen i Alvesta kommun 1970–2020 | Befolkningsutvecklingen i Alvesta kommun 1970–2020 | Befolkningsutvecklingen i Alvesta kommun 1970–2020 |
| -------------------------------------------------- | -------------------------------------------------- | -------------------------------------------------- | -------------------------------------------------- | -------------------------------------------------- |
|                                                    |                                                    |                                                    |                                                    |                                                    |
| År                                                 |                                                    |                                                    | Folkmängd                                          |                                                    |
| 1970                                               | 1970                                               |                                                    | 19 184                                             |                                                    |
| 1975                                               | 1975                                               |                                                    | 18 784                                             |                                                    |
| 1980                                               | 1980                                               |                                                    | 19 442                                             |                                                    |
| 1985                                               | 1985                                               |                                                    | 19 518                                             |                                                    |
| 1990                                               | 1990                                               |                                                    | 19 754                                             |                                                    |
| 1995                                               | 1995                                               |                                                    | 19 714                                             |                                                    |
| 2000                                               | 2000                                               |                                                    | 18 916                                             |                                                    |
| 2005                                               | 2005                                               |                                                    | 18 684                                             |                                                    |
| 2010                                               | 2010                                               |                                                    | 18 802                                             |                                                    |
| 2015                                               | 2015                                               |                                                    | 19 581                                             |                                                    |
| 2020                                               | 2020                                               |                                                    | 20 224                                             |                                                    |

## Kultur

### Kulturarv
Kring kommunens sjöar finns issjösediment. Talrika fornlämningar i dessa områden vittnar om att detta gav upphov till mycket tidig odling och bosättning.

### Kommunvapen
Blasonering: I grönt fält tre bin av guld, ordnade två och ett, och därunder en stam av guld, belagd med ett grönt bevingat hjul.
Vapnet fastställdes för Alvesta köping 1951 och pekar på Alvesta som järnvägsknut; bina symboliserar "industriell flit". Efter kommunbildningen registrerades vapnet 1976. Även Skatelövs landskommun hade ett heraldiskt vapen.

Skatelövs landskommun (1964–1970)